# Seward (Alaska)

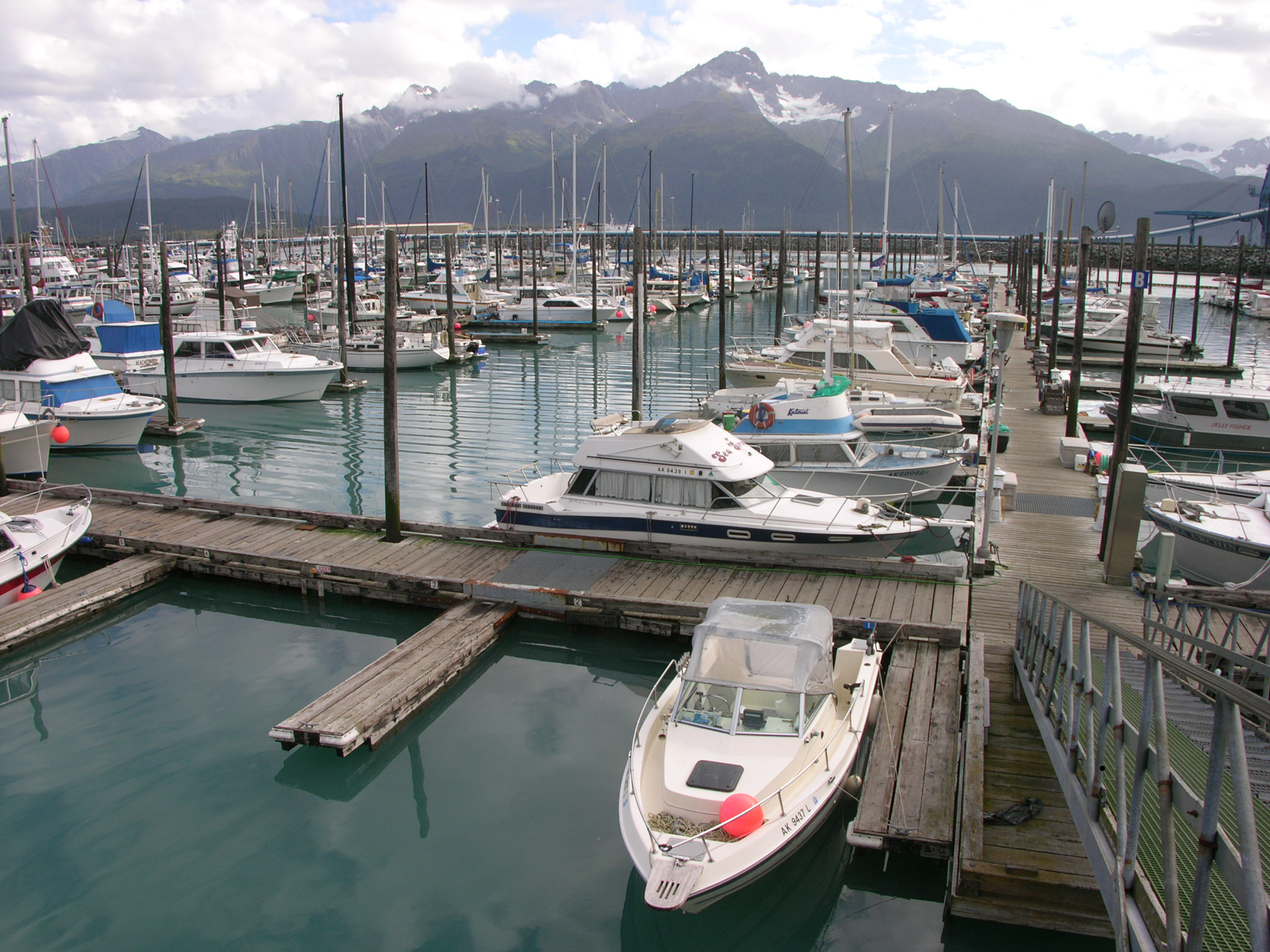
De haven van Seward

Seward is een plaats (city) in de Amerikaanse staat Alaska, en valt bestuurlijk gezien onder Kenai Peninsula Borough.

## Demografie
Bij de volkstelling in 2000 werd het aantal inwoners vastgesteld op 2830.
In 2006 is het aantal inwoners door het United States Census Bureau geschat op 3025, een stijging van 195 (6.9%).

## Geografie
Volgens het United States Census Bureau beslaat de plaats een oppervlakte van
55,8 km², waarvan 37,4 km² land en 18,4 km² water.

## Plaatsen in de nabije omgeving
De onderstaande figuur toont nabijgelegen plaatsen in een straal van 48 km rond Seward.